# Acomys airensis
Acomys airensis es una especie de roedor de la familia Muridae.

## Distribución geográfica
Se encuentra en Chad Malí Mauritania Nigeria y, posiblemente, Sahara Occidental. 